# Роз'їзд 42 (Аршалинський район)
Роз'їзд 42 (каз. рзд.42) — станційне селище у складі Аршалинського району Акмолинської області Казахстану. Входить до складу Волгодоновського сільського округу.
Населення — 154 особи (2021; 199 у 2009, 183 у 1999, 134 у 1989).
Національний склад станом на 1989 рік:
- росіяни — 60 %
- казахи — 30 %.

У радянські часи селище називалось Обгонний пункт №42.